# Sant'Apollinare alle Terme Neroniane-Alessandrine (titre cardinalice)
La diaconie cardinalice de Sant'Apollinare est instituée le 6 juillet 1517 par le pape Léon X quand, à l'occasion du consistoire du 1er juillet 1517, il augmente notablement le nombre des cardinaux. Le pape Sixte V la supprime le 13 avril 1587 par la constitution apostolique Religiosa.
Le 26 mai 1929, Pie XI par la constitution apostolique Recenti conventione instaure la diaconie de Sant'Apollinare alle Terme Neroniane-Alessandrine quand, sur la base du concordat conclu lors des accords du Latran, il supprime la diaconie de Santa Maria ad Martyres dont le siège se trouvait dans l'église Santa Maria Rotonda, le Panthéon de Rome. Le siège de la diaconie est la basilique Saint Apollinaire située dans le rione Ponte au centre de Rome.

## Titulaires

### Cardinaux-prêtre (1517-1587)
- Giovanni Battista Pallavicino (1517-1524)
- Giovanni Domenico de Cupis (1524-1529)
- Antonio Sanseverino, O.S.Io.Hieros. (1530-1534)
- Agostino Spinola (1534-1537)
- Giacomo Simoneta (1537-1539)
- Gasparo Contarini (1539-1542)
- Uberto Gambara (1542-1544)
- Niccolò Ardinghelli (1544-1547)
- Robert de Lénoncourt (1547-1555)
- Charles de Lorraine (1555-1575)

### Cardinaux-diacres (depuis 1929)
- Vacance (1929-1935)
- Domenico Jorio (1935-1946); titre pro illa vice (1946-1954)
- Domenico Tardini (1958-1961)
- Joaquín Anselmo María Albareda y Ramoneda, O.S.B. (1962-1966)
- Pericle Felici (1967-1979); titre pro illa vice (1979-1982)
- Aurelio Sabattani (1983-1993); titre pro illa vice (1993-2003)
- Jean-Louis Tauran (2003-2014); titre pro illa vice (2014-2018)
- Raniero Cantalamessa (2020-...)

## Sources
- (it) Cet article est partiellement ou en totalité issu de l’article de Wikipédia en italien intitulé « Sant'Apollinare alle Terme Neroniane-Alessandrine (diaconia) » (voir la liste des auteurs).
- (en) La diaconie S. Apollinare alle Terme Neroniane-Alessandrine sur Catholic-hierarchy.org
- (en) Le titre S. Apollinare sur Catholic-hierarchy.org